# Caledonica
Caledonica is een geslacht van kevers uit de familie van de loopkevers (Carabidae). De wetenschappelijke naam van het geslacht is voor het eerst geldig gepubliceerd in 1860 door Chaudoir.

## Soorten
Het geslacht Caledonica omvat de volgende soorten:
- Caledonica acentra Chaudoir, 1869
- Caledonica affinis Montrouzier, 1860
- Caledonica arrogans (Montrouzier, 1860)
- Caledonica fleutiauxi Deuve, 1981
- Caledonica longicollis Fauvel, 1903
- Caledonica lunigera Chaudoir, 1860
- Caledonica mediolineata Lucas, 1862
- Caledonica mniszechii (J.Thomson, 1856)
- Caledonica myrmidon Fauvel, 1882
- Caledonica pulchella (Montrouzier, 1860)
- Caledonica rivalieri Deuve, 1981
- Caledonica vlridicollis Deuve, 1987
- Caledonica wormae Wiesner, 1991